# NGC 7304
NGC 7304 é um sistema estelar triplo na direção da constelação de Pegasus. O objeto foi descoberto pelo astrônomo Heinrich d'Arrest em 1862, usando um telescópio refrator com abertura de 11 polegadas. 